# Riesen-Rötling
Der Riesen-Rötling (Entoloma sinuatum) ist eine Pilzart aus der Familie der Rötlingsverwandten. Innerhalb der Gattung wird er der Untergattung Entoloma zugeordnet, die hauptsächlich Arten mit stattlichen, ritterlingsartigen Fruchtkörpern enthält. Er ist giftig und kann zum Beispiel mit dem essbaren Maipilz (Calocybe gambosa) verwechselt werden.

## Merkmale

### Makroskopische Merkmale
Der Hut wird 5–20 cm breit. Er ist nicht hygrophan und elfenbeinfarben oder hell graubräunlich bis blass lilagrau getönt. Seine Oberfläche ist glatt und kahl oder auch gefleckt bis getropft. Zudem ist sie seidig glänzend und besitzt eingewachsene Fasern in netzartiger Anordnung. Der Hutrand ist dünn und zunächst eingebogen, später wellig. Die dünne Huthaut ist abziehbar. Das Hutfleisch ist dick und derb. Die Lamellen sind erst weißlich, dann lange gelblich und schließlich durch die Sporen fleischrosa. Mit maximal 1,5 cm sind sie auffallend kurz. Sie sind starr, stehen wenig gedrängt und sind am Grund mit Queradern verbunden. Das Sporenpulver ist fleischrötlich gefärbt. Der weiße Stiel wird 4–16 cm lang und 6–35 mm dick. Seine Oberfläche ist faserig, gerillt und glänzend. Der Stiel ist an der Spitze bereift und an der Basis weißfilzig. Sein Inneres ist schwammig und schließlich hohl. Geruch und Geschmack sind mehlartig mit einer unangenehmen säuerlich-rettichartigen, mitunter auch süßlichen Beinote.

### Mikroskopische Merkmale
An den Basidien messen 27–35 × 7,5–9,5 µm. An ihnen reifen jeweils 4 Sporen heran. Die 5- bis 7-eckigen Sporen sind (sub)isodiametrisch bis schwach heterodiametrisch geformt und messen 8–11(–11,5) x 7–9(–9,5) Mikrometer. Der Quotient aus Länge und Breite beträgt 1,0–1,3, im Schnitt 1,2. Zystiden an den lamellenschneiden fehlen, Schnallen sind dagegen überall an den Querwänden der Hyphen häufig. Das Pigment in der Hutdeckschicht ist intrazellulär.

## Artabgrenzung
Auf Grund des für beide Arten typischen Geruchs nach Mehl bzw. Salatgurke und der ähnlichen Färbung kann er mit dem essbaren Maipilz (Calocybe gambosa) verwechselt werden. Der Speisepilz hat jedoch in allen Altersstadien weiße und besonders gedrängt stehende Lamellen und fruktifiziert meist früher im Jahr. Verwechslungen sind auch mit dem Nebelgrauen Trichterling (Clitocybe nebularis) möglich, der normalerweise noch später als der Riesen-Rötling auftritt. Er besitzt einen süßlichen Geruch sowie recht gedrängt stehende Lamellen. Sie sind in keinem Altersstadium rosa und jung weiß gefärbt. Beide Arten besitzen elliptische Sporen und helleres Sporenpulver. Andere Rötlinge sind in der Regel kleiner als der Riesen-Rötling. Der Blassbraune Rötling (Entoloma sepium) erscheint wie der Maipilz meist früher im Jahr. Er ist essbar. Der giftverdächtige Weißstielige Rötling (Entoloma lividoalbum) besitzt einen hygrophanen Hut.

## Ökologie und Phänologie
Der Riesen-Rötling ist in lichten Laubwäldern, die sich meist im Klimaxstadium befinden. Bevorzugt werden meso- und hygrophile sowie kalkhaltige Buchen-, Buchen-Tannen- und Eichen-Hainbuchen-Wälder. Manchmal ist der Pilz auch an entsprechenden Waldrändern, Hecken sowie auf Wiesen, in Parks und ähnlichen Biotopen zu finden. Die Art besiedelt frische, feuchte bis wechselnasse, lehmige, mehr oder weniger stark vergleyte Kalkbraun- und Parabraunerden oder auch Gleyböden. Diese sind gut mit Basen und mäßig mit Nährstoffen versorgt. Der Pilz bildet dabei eine Mykorrhiza mit Laubbäumen. Dies sind in erster Linie Rotbuchen, gefolgt von Eichen.
Die Fruchtkörper erscheinen von August bis Oktober, selten auch später oder schon im Frühsommer. Dabei bilden sie oft Hexenringe.

## Verbreitung
Der Riesen-Rötling ist in der Holarktis anzutreffen, wo er submeridional bis temperat verbreitet ist. So ist er in Nordamerika (Kanada, USA), Europa und Nordasien (Kleinasien, Japan) zu finden. In Europa reicht das Gebiet von den Beneluxländern und Frankreich im Westen bis Estland und Belarus im Osten sowie südwärts bis Spanien, Italien, Bulgarien und Rumänien und nordwärts bis Dänemark und ins südliche Norwegen. In den südlichen und mittleren Teilen ist der Pilz häufiger als in den nordwestlichen Regionen.
In Deutschland ist die Art sehr lückig in allen Bundesländern zerstreut anzutreffen. Im Nordwesten von Niedersachsen, in Schleswig-Holstein und in Mecklenburg-Vorpommern ist sie nur sehr vereinzelt zu finden.

## Systematik
In der Vergangenheit wurde E. sinuatum ohne gelbliche Lamellen und mit ockerlichem Hut, der oft hellgraue Tupfen besitzt, aufgefasst. Demgegenüber wurde E. eulividum abgegrenzt. Inzwischen werden beide Formen zu einer Art zusammengefasst.

## Giftwirkung
Der Verzehr des Riesen-Rötlings kann zu schweren oder sogar tödlichen Vergiftungen führen. Es handelt sich um eine gastrointestinale Intoxikation. Der Verlauf ist bei kleinen Kindern sowie älteren und schwächeren Personen besonders schwer und akut lebensbedrohend. Im Gegensatz zu anderen Pilzen, die dieses Syndrom hervorrufen, ist die Latenzzeit bei Rötlingen recht lang; beim Riesen-Rötling treten die Symptome nach etwa 4 Stunden auf. Diese äußern sich durch Übelkeit, Durchfall und Erbrechen, zusammen mit kolik- und krampfartigen Bauchschmerzen. Durch die Schwere dieser Symptome entsteht durch Erbrechen und Durchfall oft ein starker Flüssigkeitsverlust. Damit einher geht ein Elektrolytverlust (Magnesium, Kalium, Calcium), wodurch Muskelkrämpfe und mitunter lebensbedrohliche Kreislaufstörungen ausgelöst werden. Vergiftungspatienten müssen meist auf der Intensivstation betreut und Flüssigkeit sowie Elektrolyte zugeführt werden. Zudem führt die Annahme einer Lebensbedrohung oft zu Angstzuständen mit Schweißausbrüchen und Kältegefühl. Die Beschwerden klingen meist nach 1 bis 2 Tagen ab, wobei keine Nachwirkungen auftreten.
In südlichen Ländern sind Vergiftungen mit diesem Pilz relativ häufig; 10 Prozent aller Fälle werden durch diesen Rötling verursacht. Als Ursache der Giftwirkung wird die Verbindung Vinylglycin vermutet. Außerdem enthält der Pilz Lektine, die speziell zum Verklumpen der Blutkörperchen der Blutgruppe A führen. Er wirkt auch als Insektizid bei Fruchtfliegen.